# Democrazia dei soviet
La democrazia dei soviet, chiamata anche democrazia dei consigli o democrazia consiliare, è una forma di democrazia diretta, che viene rivendicata da alcune aree politiche, come quelle che si rifanno al leninismo (come i Trotskisti, con l'eccezione degli stalinisti), al marxismo operaista e, più in generale, all'area del cosiddetto comunismo di sinistra (luxemburghisti, consiliaristi, situazionisti, ecc.), oltreché da vari movimenti sociali di protesta (come nel caso delle Fábricas Sin Patrónes in Argentina).

## Tentativi di realizzazione
Secondo la vulgata marxista-leninista questa modalità di organizzazione sociale e politica sarebbe stata inizialmente presente nella fase pre-stalinista dell'URSS: in essa la popolazione si sarebbe aggregata politicamente in organi assembleari autogestiti, in russo chiamati per l'appunto soviet, strutturati secondo un principio di livellazione organizzativo-gestionale di natura federativa (in cui, partendo per esempio da semplici consigli operai nelle fabbriche o nelle campagne, si passa per consigli municipali, distrettuali e così via). 
Essi erano dotati sia del potere legislativo sia di quelli esecutivo e giudiziario e - per l'effettiva esecuzione di ciò che viene legiferato in sede assembleare, oltreché per il regolare adempimento delle più svariate mansioni amministrative e di mera rappresentanza tra i disparati organi collegiali - da essi venivano eletti per via diretta funzionari pubblici vincolati da una forma di mandato imperativo, ovvero rigidamente sottoposti a procedure e codici di condotta stabiliti deliberativamente in assemblea e, su diretta proposta di qualunque dei costituenti, revocabili dalle loro cariche in qualsiasi momento.
Ci sarebbero state altre esperienze di questo genere, che non sono tuttavia giunte "a compimento", come nell'esperienza dell'Ucraina libertaria o nel corso dei bienni rossi.

## Critiche
Già a stretto ridosso della Rivoluzione d'Ottobre questa ricostruzione degli effetti della presa del potere dei Soviet venne contestata: Giacomo Matteotti, ad esempio, “intravedeva il rischio serio delle tendenze apertamente dispotiche e bonapartiste del bolscevismo, che avrebbe potuto condurre ad una dittatura dei funzionari sul proletariato. I limiti borghesi della democrazia dovevano invece essere combattuti, allargando gli spazi della democrazia stessa, nel campo sociale ed economico”.